# Ros Casares Valencia
Ros Casares Valencia ist ein spanischer Basketballverein für Damen aus Valencia. Der Klub ist mit acht Titeln Rekordmeister in Spanien und gewann 2012 die Euroleague Women. Der Vorgängerverein CB Dorna Godella, dessen Rechte Ros Casares 1996 übernahm, konnte 1992 und 1993 die Euroleague sowie sechs Mal die spanische Meisterschaft für sich entscheiden.

## Geschichte

### Dorna Godella
Die Ursprünge von Ros Casares gehen auf CB Dorna Godella zurück, einem Verein aus Godella, einem Stadt in der Nähe von Valencia. Der Klub übernahm in den 1990er Jahren die Vormachtstellung im spanischen Damen-Basketball, holte von 1990/91 bis 1995/96 sechs Mal in Folge die spanische Meisterschaft und konnte 1991/92 auch als erster spanischen Frauen-Basketballverein den höchsten internationalen Bewerb, die Euroleague Women, für sich entscheiden. Im Finale setzten sich die Valencianerinnen mit 66:56 gegen Dynamo Kiew durch. In der folgenden Saison konnte Dorna Godella den Titel erfolgreich verteidigen, indem die Mannschaft im heimischen Llíria mit 66:58 gegen Ginnastica Comense gewann. Sowohl 1993/94 als auch 1994/95 stand Dorna Godella erneut im Endspiel, scheiterte aber in beiden Fällen an Ginnastica Comense.
Nach Abschluss der Saison 1995/96 entschloss sich Vereinspräsident José Ramón Guimaraens dazu mit dem kompletten Profikader nach Getafe zu übersiedeln, wo als Pool Getafe unter der Leitung von Startrainer Antonio Díaz-Miguel ein ambitioniertes Projekt gestartet wurde.

### Ros Casares
Nach dem Verschwinden der ersten Mannschaft wurde im Juni 1996 der aktuelle Verein als Popular Bàsquet Godella mit dem Zweck gegründet, den Damenbasketball auf höchste Ebene in Valencia am Leben zu erhalten. Der neue Klub übernahm die Nachwuchsmannschaften und das damals in der zweiten Division spielende B-Team sowie die Rechte des gleichnamigen früheren EuroLeague-Siegers.
Im Jahr 1999 übernahm die spanische Baufirma Ros Casares den Verein und nannte ihn in Ros Casares Valencia um. Sportlich ging es von diesem Zeitpunkt an schnell bergauf, 2000/01 gewann man die erste Meisterschaft und im Jahr darauf das erste Double, bestehend aus Meisterschaft und Pokal. Bis 2010 folgten fünf weitere Doublegewinne und durch den achten Meisterschaftsgewinn 2012 wurde der Verein alleiniger Rekordmeister im Damen-Basketball Spaniens.
Seit der Saison 2001/02 war Ros Casares auch dauerhaft im höchsten Basketball-Europapokal für Damen, der Euroleague Women aktiv. Kam man anfangs nicht über das Viertelfinale hinaus, erreichte das Team 2007 erstmals das Finale und verlor es gegen WBC Spartak Moscow Region. 2010 verlor die Mannschaft die Neuauflage des Finales erneut. 2012 setzte sich Ros Casares dann aber die "europäische Krone" auf und gewann die EuroLeague durch einen 65:52-Sieg gegen die Landsfrauen von Rivas Ecópolis.
Wegen schwerer finanzieller Schwierigkeiten gab Ros Casares nach dem Ende der Saison 2011/12 den professionellen Spielbetrieb auf. Der Verein startete in der Saison 2012/13 in der dritten Liga und spielt seit 2013 nicht mehr in Valencia, sondern wieder im nördlich angrenzenden Godella.

## Halle
Der Verein trug seine Heimspiele bis 2012 im 9.000 Plätze umfassenden Pabellón Fuente de San Luis aus. Die Halle teilte man sich mit dem Valencia Basket Club. Seither bestreitet die erste Mannschaft ihre Spiele im Pavelló Municipal de Godella.

## Namen
Im Laufe der Geschichte trug der Klub aufgrund wechselnder Sponsoren und Eigentümer unterschiedliche Namen.
- Dorna Godella (1990–1994)
- Godella Costa Naranja (1994–1996)
- Popular Bàsquet Godella (1996–1999)
- Ros Casares (1999–2001)
- Ros Casares Valencia (2001–2006)
- Ciudad Ros Casares (2006–2013)
- Ros Casares Godella (2013–)

## Bekannte Spielerinnen
- Elisa Aguilar

- Suzy Batkovic-Brown
- Patricia Benet
- Anne Breitreiner
- Sandy Brondello

- Katie Douglas

- Teresa Edwards

- Becky Hammon
- Chamique Holdsclaw

- Lauren Jackson
- Shannon Johnson

- Edwige Lawson-Wade
- Sancho Lyttle

- DeLisha Milton-Jones
- Maya Moore
- Shay Murphy

- Ruth Riley

- Belinda Snell
- Érika de Souza

- Amaya Valdemoro

- Ann Wauters
- Candice Wiggins

- Isabelle Yacoubou

## Erfolge
Popular Bàsquet Godella / Ros Casares (seit 1996)
- Sieger EuroLeague: 2011/12
- 8× Spanischer Basketballmeister: 2000/01, 2001/02, 2003/04, 2006/07, 2007/08, 2008/09, 2009/10, 2011/12
- 7× Spanischer Basketballpokalsieger: 2002, 2003, 2004, 2007, 2008, 2009, 2010
- 6× Spanischer Supercup: 2003, 2004, 2006, 2007, 2008, 2009

Dorna Godella / Godella Costa Naranja (bis 1996)
- 2× Sieger Euroleague: 1991/92, 1992/93
- 6× Spanischer Basketballmeister: 1990/91, 1991/92, 1992/93, 1993/94, 1994/95, 1995/96
- 4× Spanischer Basketballpokalsieger: 1991, 1992, 1994, 1995